# Fantazie (film)
Fantazie je americký animovaný film studia Disney z roku 1940. Námět pochází z balady Čarodějův učeň od Johanna Wolfganga von Goethe. Jedná se o třetí film z takzvané animované klasiky Walta Disneye.